# Nycticeius
Nycticeius là một chi động vật có vú trong họ Dơi muỗi, bộ Dơi. Chi này được Rafinesque miêu tả năm 1819. Loài điển hình của chi này là Vespertilio humeralis Rafinesque, 1818.

## Các loài
Chi này gồm các loài: